# Pavesi
Pavesi — ранее существовавшая итальянская частная фирма, занимавшаяся созданием и производством, (на первых порах), специальных артиллерийских тягачей повышенной проходимости с уникальной по тем времена конструкцией, с шарнирным сочленением. Фирма выполняла заказы в основном Королевской итальянской армии, которой требовалась механизация буксировки артиллерии, особенно в труднодоступной местности. Позже производство тягачей было передано фирме SPA.

## История
Частная фирма Pavesi была основана молодым и талантливым инженером и конструктором Уго Павези (Ugo Pavesi) (1886-1935), в Милане в 1914 году. Павези разработал тягач с уникальной схемой полным приводом и двухсекционной конструкцией скрепленной шарнирным сочленением. Такие тягачи были очень маневренными, годились для труднодоступной местности, в частности для Альп, где на Итальянском военном театре Первой мировой войны происходили основные сражения. Первые тягачи получившие обозначение Pavesi Tipo A и Pavesi Tipo B были классическими, тракторного типа c цепной передачей на ведущие колеса и получили 56-сильный двигатель. Они были способны были тянуть орудия весом до 15 тонн, разного калибра. Вступив в мае 1915 года в Первую мировую войну на стороне Антанты, итальянская армия тут же заказала у Павези некоторое количество этих тягачей. Поскольку своих производственных мощностей у Павези не было, его машины выпускались совместно с компанией Tolotti под маркой Pavesi & Tolotti. 
Уже в 1917 году Уго Павези разработал принципиально новый тягач модели P4, который стал основным артиллерийским тягачом для итальянской армии на следующие два десятилетия. У данного тягача были неразрезные ведущие мосты, качавшиеся вокруг ведущего шарнира, жесткий продольный приводной вал, игравший роль толкающей рамы, связывающий обе оси, поворотное устройство с приводом от обычного руля,  индивидуальные шестеренчатые приводы каждого колеса большого диаметра с литыми шинами и откидными шпорами-грунтозацепами. На передней секции помещались силовой агрегат мощностью 20 л.с. и открытая двухместная кабина с брезентовым верхом, задняя служила для перевозки солдат или грузов. Основанием обеих секций являлись рамы из П-образных стальных профилей высотой до 200 мм. Индивидуальная подвеска каждого колеса осуществлялась на коротких вертикальных пружинах, встроенных в ступицы. На практике оказалось, что машины получились очень медлительными, однако они стали поступать на вооружение горных частей Королевской итальянской армии после 1923 года. 
Ввиду того, что фирма Pavesi так и не обзавелась собственным производством, а армия к тому времени заказала около 1000 таких тягачей, их производство с 1931 года сконцентрировалось на заводе фирмы Società Piemontese Automobili (SPA), которая в дальнейшем их и выпускала уже под своей маркой, вплоть до 1943 года. В дальнейшем тягачи P4 неоднократно модернизировались, на них устанавливались двигатели мощностью 25 и 40 л.с. На базе артиллерийских тягачей Pavesi был построен ряд интересной техники, например экспериментальные колёсные танки, в том числе военного концерна Ansaldo. Узлы и агрегаты тягачей послужили основной для новых бронеавтомобилей Autoblinda 41. К концу 1930-х годов SPA создал и стал производить дальнейшее развитие короткобазовых артиллерийских тягачей модели TM40. Это были последние машины разработанные Павези. Удачная конструкция позволила использовать итальянские артиллерийские тягачи не только в горной, но и в пустынной местности Африки.

## Использование
Артиллерийские тягачи Павези принимали участие практически во всех вооруженных конфликтах, в которых участвовало Королевство Италия. Это и подавление восстания в Ливии в 1920-х годах и Итало-эфиопская война 1935-36 годов, где использовалось 136 тягачей этого типа, Гражданская война в Испании 1936-39 годов где итальянский добровольческий корпус использовал 82 таких тягача. Многие из этих машин впоследствии были переданы армии Франко. Бои в Африке, Греции и Югославии во время Второй мировой войны. Тягачи Pavesi определялись в артиллерийские корпусы, где буксировали орудия калибром от 75 до 149 мм. 

## Экспорт
Тягачами Павези заинтересовались и зарубежные специалисты. В частности около 50 единиц было куплено Болгарией, также определенное количество было продано Венгрии, Финляндии и Швеции. Более 200 единиц в 1935 году было продано Греции. В Венгрии в ходе военно-технической помощи по перевооружению местной армии организованной Италией, было создано производство тягачей под собственным обозначением M28, по лицензии, на предприятии Weiss-Manfred в Будапеште. Лицензию приобрела и британская фирма Armstrong Siddeley. Во время Второй мировой войны достались в качестве трофеев эти тягачи британским, а позднее и немецким войскам.

## Продукция
- Pavesi & Tolotti Tipo A
- Pavesi & Tolotti Tipo B
- Pavesi P4
  - Modelo 26
  - Modelo 30
  - Modelo 30A
- Pavesi TL31
- Pavesi 35 PS
- Fiat-SPA TL37

## Галерея

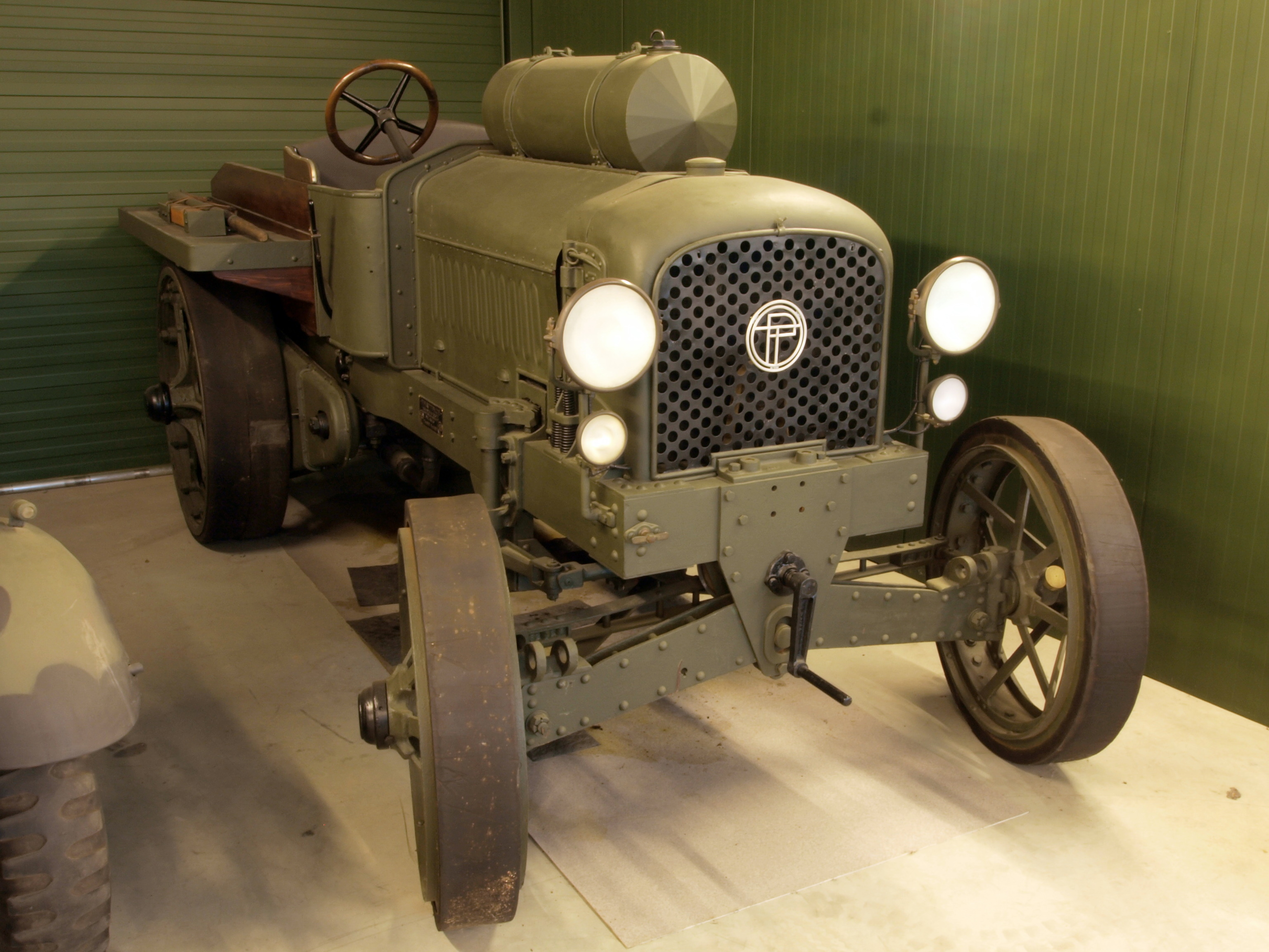
Артиллерийский тягач Pavesi & Tolotti Tipo B.
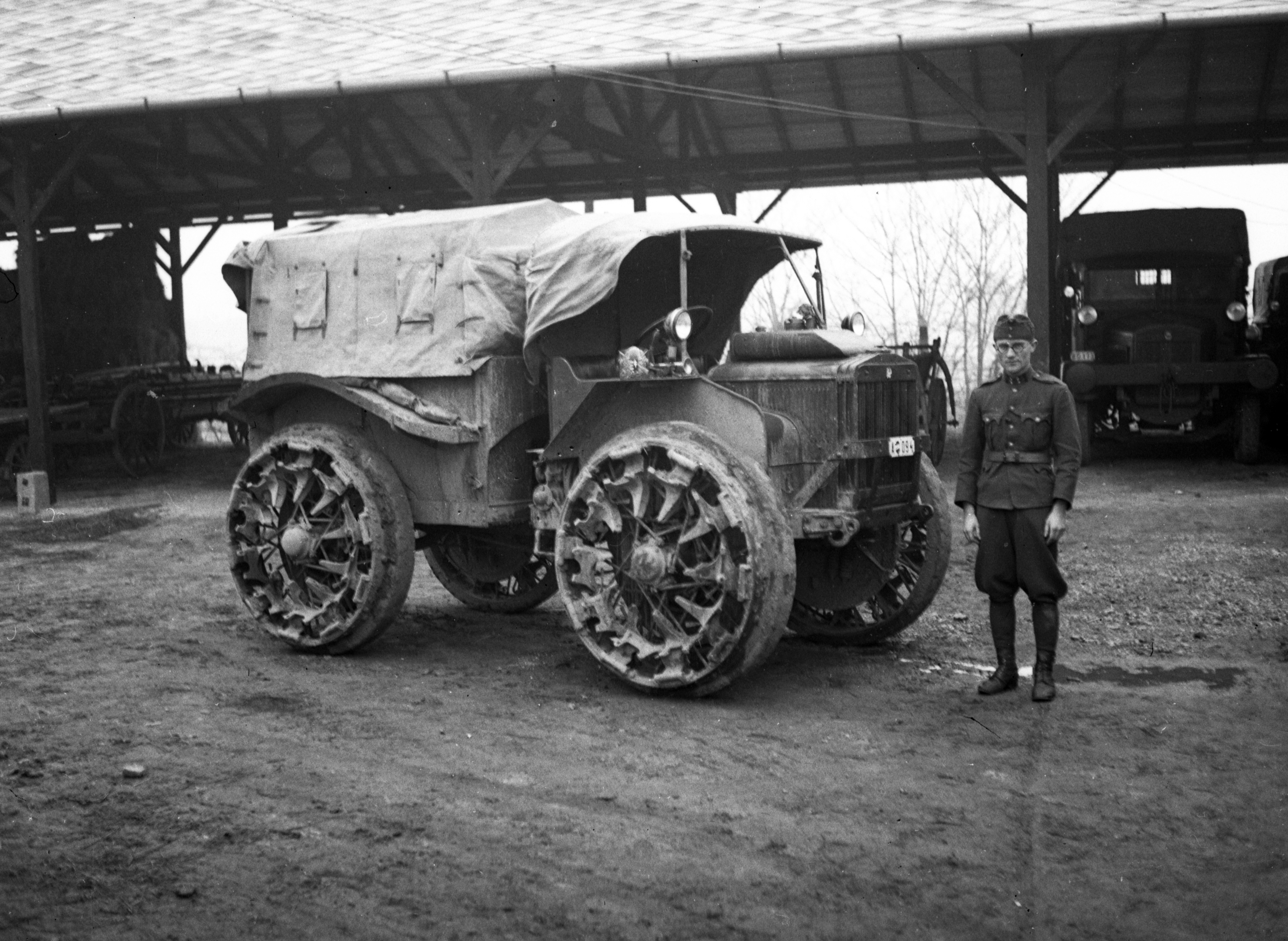
Венгерская копия тягача Pavesi P4 под обозначением M28.
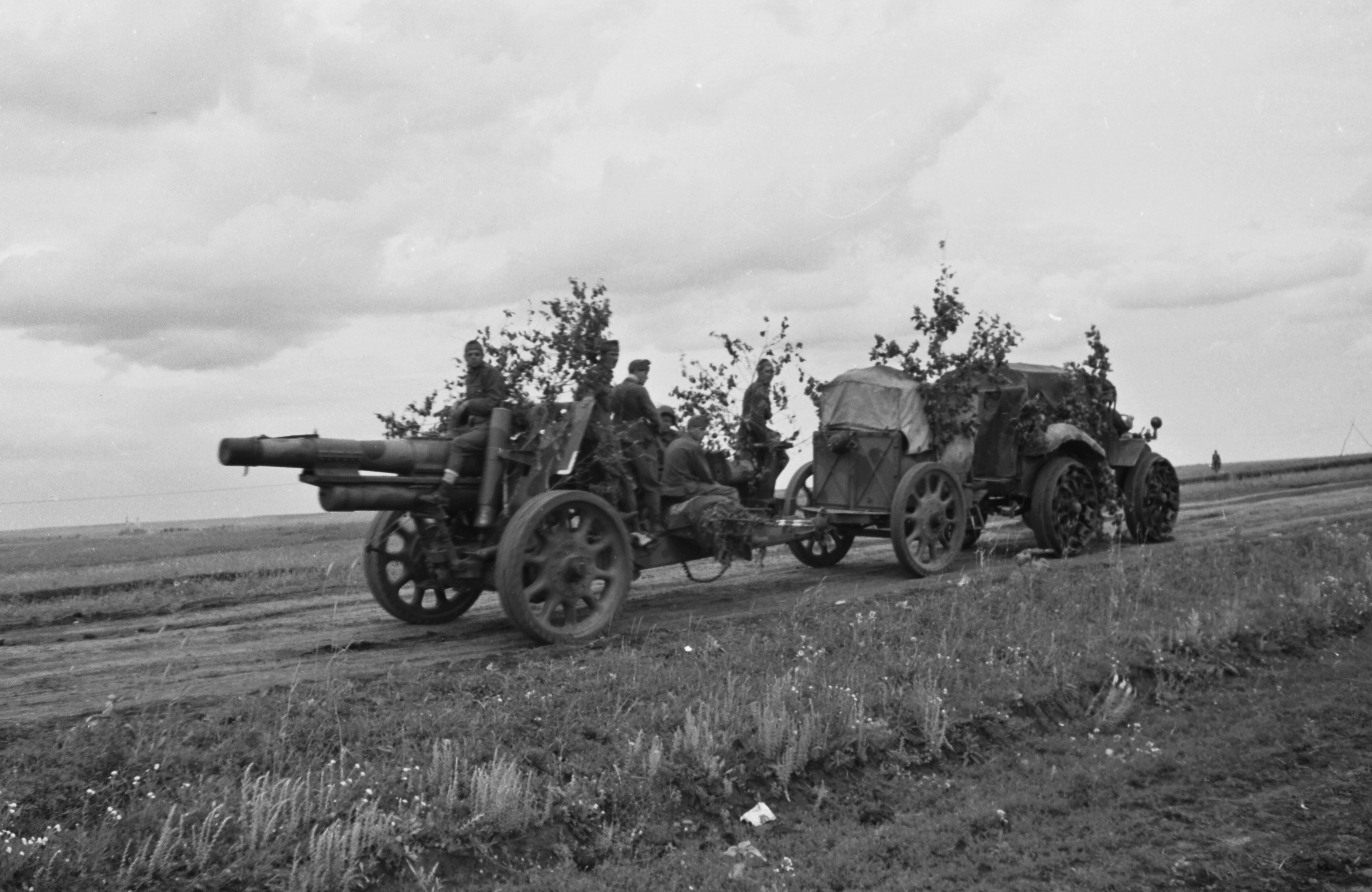
Венгерский тягач M28 буксирует 150-мм орудие M31.
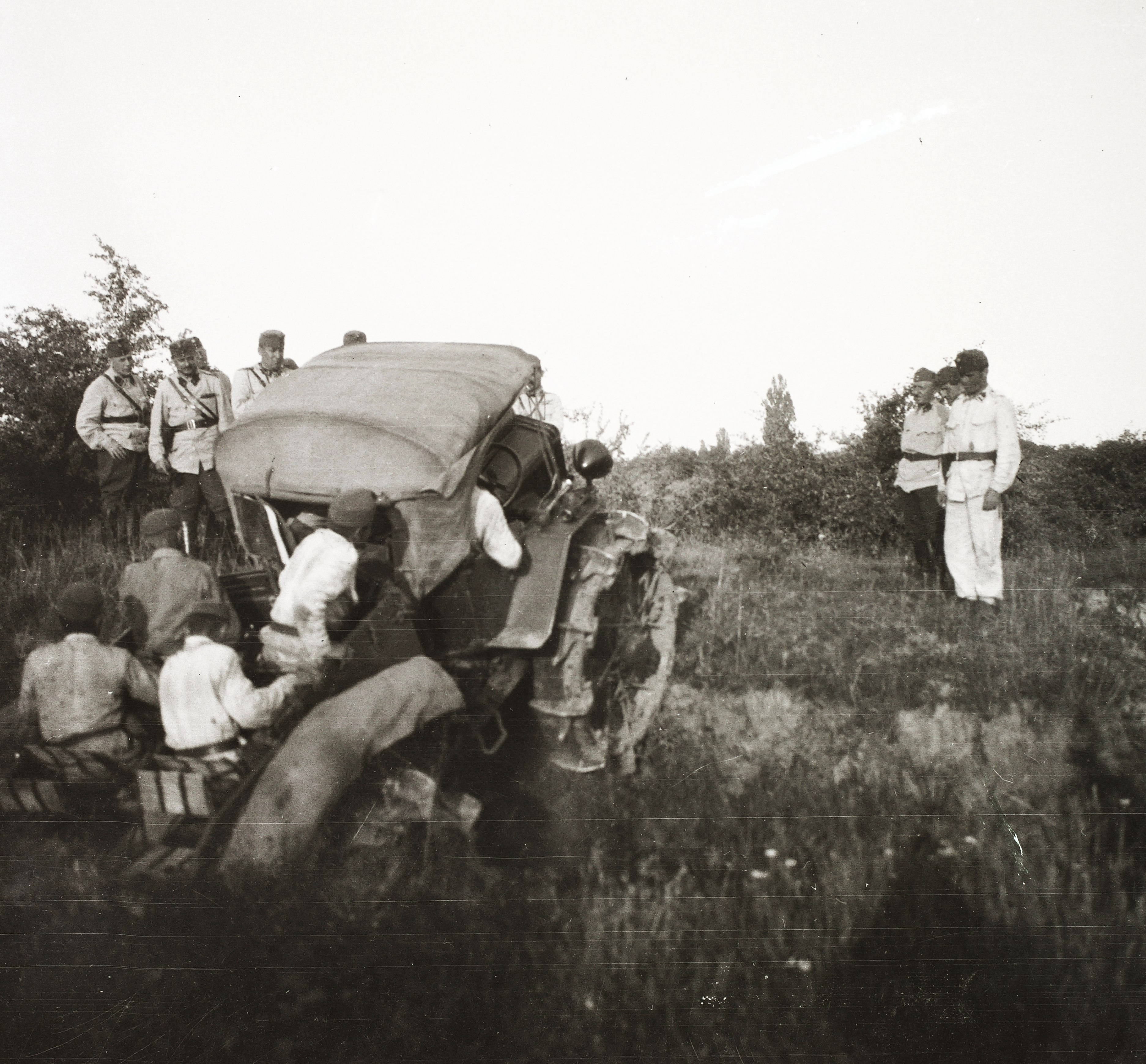
Pavesi P4 на испытаниях в венгерской армии. 1930 год
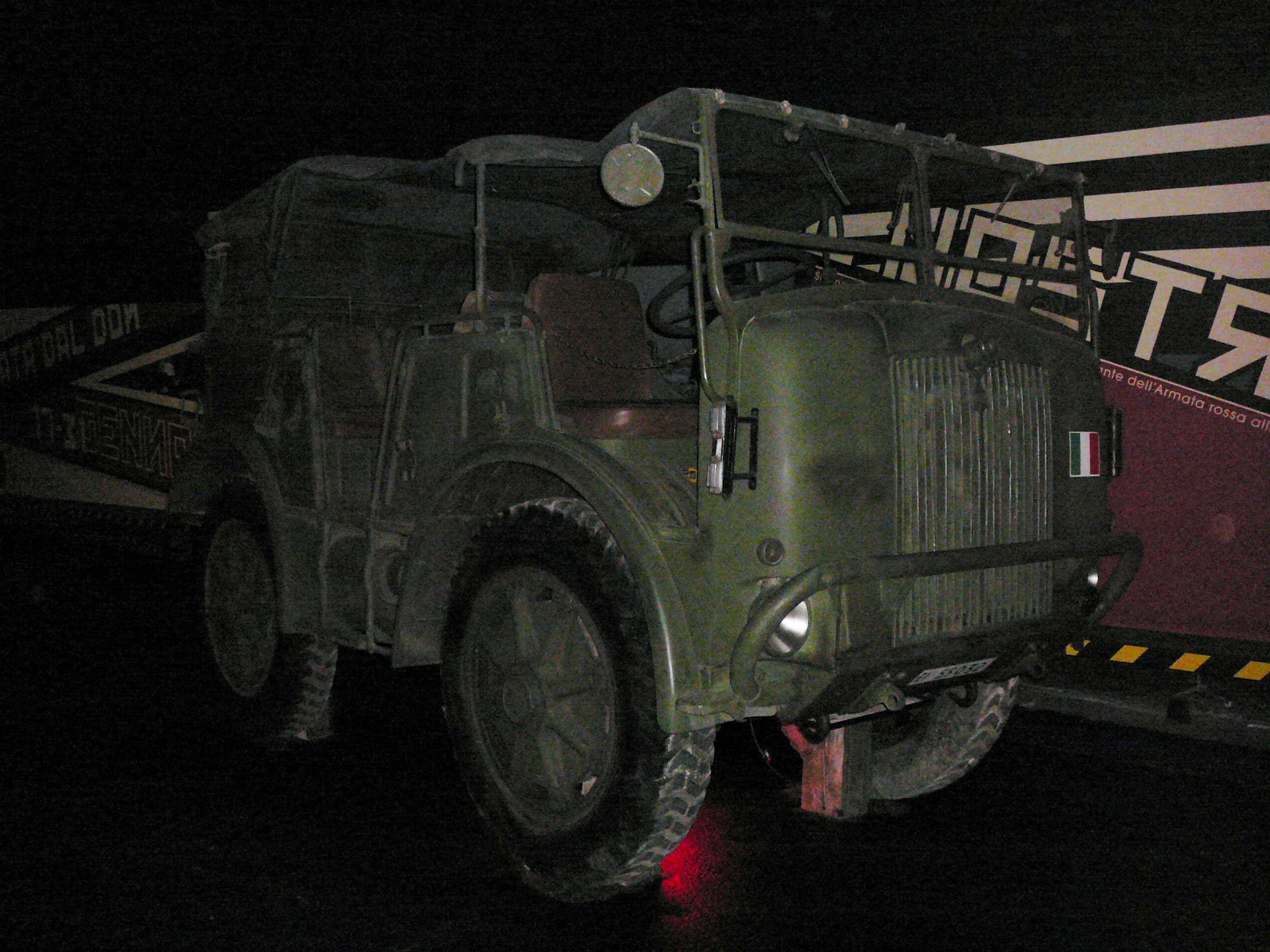
Артиллерийский тягач SPA TM40.